# Radenik
Radenik je bio prvi socijalistički list u Srbiji i na Balkanu. Pokrenuo ga je Svetozar Marković 1. juna 1871. godine. Pod tim imenom je izlazio dve godine (1871 - 1872), nakon čega menja ime u Radnik. U njemu su po prvi put objavljeni, u nastavcima, Marksov Građanski rat u Francuskoj i dva poglavlja iz Kapitala.